# Jan Świętosławski
Jan Świętosławski herbu Rola (zm. w 1619/1620 roku) – marszałek sejmu zwyczajnego w Warszawie w 1613 roku i marszałek sejmu zwyczajnego w Warszawie w 1619 roku, referendarz świecki koronny w latach 1609–1619/1620, podkomorzy przemyski w latach 1606–1609.
Był marszałkiem sejmików województwa ruskiego w: 1614, 1615, 1617 i 1618 roku. W 1607 roku był posłem na sejm z województwa ruskiego. Poseł na sejm 1611 roku z województwa ruskiego, komisarz sejmowy do budowy zamku grodeckiego, deputat do sprawy brandenburskiej. Poseł województwa ruskiego na sejm zwyczajny 1613 roku. 